# Ashley Judd
Ashley Judd (Granada Hills, Los Angeles, Califòrnia, 19 d'abril de 1968) és una actriu estatunidenca de cinema i televisió, i activista política i humanitària. És filla de Naomi Judd i germanastra de Wynonna Judd, ambdues cantants de country i que van formar el grup The Judds.
Va ser candidata al Globus d'Or i al Emmy per la seva interpretació de Norma Jean en el telefilm Norma Jean & Marilyn (1996).
Al llarg de la seva trajectòria ha participat en pel·lícules com Kiss the Girls (1997), Doble risc (1999) o De-Lovely (2004), per la qual va ser novament nominada al Globus d'Or. Des de 2010 ha intervingut en La gran aventura del dofí Winter (2011), Olimp ocupat (2013) o en l'adaptació cinematogràfica de Divergent (2014), sent la cinta més reeixida de la seva trajectòria. El 2012 va protagonitzar la sèrie de televisió Missing emesa per ABC, per la qual va ser candidata a l'Emmy per segona vegada.
Igualment l'actriu participa activament en nombroses campanyes per la prevenció de la sida, sent ambaixadora de l'organització YouthAIDS des de 2002. El 2011 va escriure un llibre en el qual detallava nombroses experiències doloroses que va tenir durant la seva infància. Durant la promoció va declarar que "en compartir la meva pròpia història amb aquelles persones belles i fortes que vaig conèixer en els llocs més desesperats, vull mostrar com el canvi que busquem al món ha de començar per nosaltres".

## Biografia
Va néixer a Granada Hills, Califòrnia, Estats Units filla de la cantant de música country Naomi Judd i de Michael Charles Ciminella, un analista de màrqueting per al negoci de vendes de cavalls de hípica. Ashley Judd té ascendència italiana per part del seu pare. Té una germana gran, també cantant de country, Wynonna Judd. La seva infància va ser una època complicada i turbulenta, en la qual va estar en tretze col·legis diferents al llarg de 12 anys i va patir abús sexual infantil en diverses ocasions. A més va viure amb la seva mare, la seva àvia i el seu pare. Judd va estudiar a la Universitat de Kentucky, graduant-se el 1990 i rebent un títol en francès. El 1999 va ser víctima d'una violació. Judd ha afirmat que n'ha patit tres al llarg de la seva vida, una de les quals va produir-li un embaràs. El 27 de maig de 2010 es va graduar per la Universitat Harvard en política pública. És vegetariana des que un amic seu li va dir que en menjar carn "es menjava la por dels animals".

## Carrera

### 1991-1999

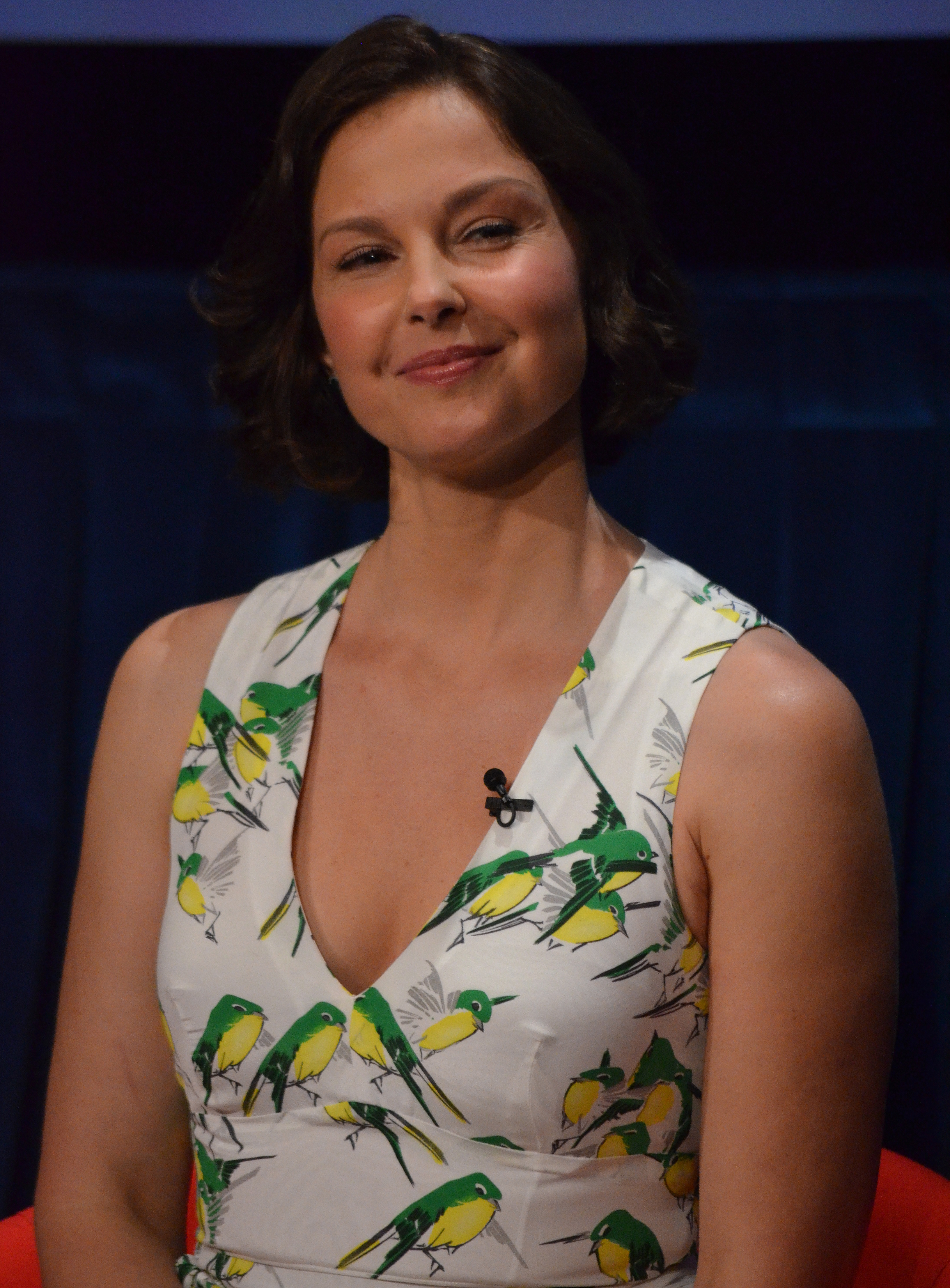
Ashley Judd el 2012.

El seu primer treball davant de les càmeres es va produir en dos episodis de la sèrie de televisió Star Trek: The Next Generation (1991). L'any següent va aparèixer breument en la pel·lícula Kuffs (1992) i en el telefilm Till Death Us Do Part (1992). El seu primer personatge protagonista va arribar amb Ruby Lee Gissing en el drama Ruby in Paradise (1993), en el qual encarnava a una jove que decidia donar un gir radical a la seva vida. La seva interpretació va ser lloada per la crítica, Roger Ebert la va definir com “una de les millors interpretacions de l'any”. Va guanyar el premi Independent Spirit a la millor actriu i la cinta va recaptar 1 milió de dòlars en la seva exhibició a Amèrica del Nord. Entre 1991 i 1994 va participar en 32 episodis de la sèrie de televisió Sisters com a Reed Halsey.
Va formar part del repartiment integrat per William Hurt, Harvey Keitel, Stockard Channing i Forest Whitaker en la comèdia Smoke (1995). La cinta va ser aclamada per la premsa cinematogràfica i va aconseguir 8,3 milions en les taquilles americanes. El desembre de 1995 va arribar als cinemes la cinta d'acció Heat dirigida per Michael Mann i protagonitzada per Robert De Niro i Al Pacino, en la qual l'actriu interpretava a Charlene Shiherlis. Roger Ebert va escriure que “el guió i la direcció de Mann eleven aquest material, no és solament una pel·lícula d'acció”. Va obtenir 187,4 milions en les taquilles internacionals.
Al costat de Luke Perry va protagonitzar el drama Normal Life dirigit per John McNaughton, en el qual donava vida a una jove inestable psicològicament que tractava de portar una vida normal amb la seva parella. Peter Travers va descriure la seva actuació a Rolling Stone com “sexy i violenta”. Es va projectar en dues sales als Estats Units i va sumar únicament 22.891 dòlars. Al costat de Mira Sorvino va protagonitzar la TV Movie Norma Jean & Marilyn (1996) encarnant a Norma Jean. Gràcies a la seva interpretació va ser candidata al Globus d'Or a la millor actriu en minisèrie o telefilm i al Premi Emmy a la millor actriu de minisèrie o telefilm.
El 1996 va intervenir en el curtmetratge titulat Dick Richards. Posteriorment va interpretar l'esposa de Matthew McConaughey en el thriller A Time to Kill (1996), dirigit per Joel Schumacher i basat en la novel·la homònima de John Grisham. James Berardinelli va definir la pel·lícula en Entertainment Weekly com a “envolvent, energètica i provocadora”. Va acumular 152 milions en les taquilles internacionals, sent la segona pel·lícula més taquillera basada en una novel·la de John Grisham. L'any següent va aparèixer en el drama The Locusts (1997) encapçalat per Kate Capshaw i Vince Vaughn. Després de la seva projecció en dotze cinemes nord-americans va sumar 40.158 dòlars.
Va cobrar 450.000 dòlars per col·laborar per primera vegada amb Morgan Freeman en el thriller Kiss the Girls (1997), dirigit per Gary Fleder, en el qual donava vida a una doctora que havia pogut escapar d'un perillós assassí. Malgrat que va rebre comentaris mixts per part de la crítica va ser número u en la taquilla nord-americana i va sumar 60 milions en aquest territori. Judd va ser candidata als Premis Satellite com a millor actriu secundàri en drama, categoria actualment extinta. El seu següent projecte va ser el drama Simon Birch (1998), basat en la novel·la A Prayer for Owen Meany de John Irving. Roger Ebert la va descriure com “una descarada pel·lícula sentimental”. Va aconseguir 18,3 milions internacionalment.
Amb Tommy Lee Jones va encapçalar el thriller Double Jeopardy (1999) en el qual interpreta Elizabeth, una mestressa de casa acusada de l'assassinat del seu marit després que aquest desaparegués misteriosament. Roger Ebert va escriure en el Chicago Sun Times que “aquesta pel·lícula es va realitzar amb l'esperança de recaptar milions i milions de dòlars, la qual cosa probablement explica moltes de les coses que estan malament”. Va acumular 177,8 milions en les taquilles de tot el món, aconseguint la vintena primera posició de les pel·lícules més reeixides de l'any en tot el planeta.

### 2000-2009
Va rebre un milió de dòlars per aparellar-se amb Ewan McGregor en el thriller d'intriga Ulls que vigilen (2000) en el qual donava vida a Joanna Eris, una dona que era sospitosa d'haver fet xantatge a un membre del govern. Stephen Holden va descriure l'argument de la cinta en el The New York Times com “una impenetrable confusió”. Va sumar 17,5 milions en tot el planeta. L'any 2000 també va arribar als cinemes el drama de 20th Century Fox Where the Heart Is al costat de Natalie Portman. Va rebre crítiques mixtes per part de la crítica que va assenyalar la feblesa del guió i el confús argument. Va aconseguir acumular 40,8 milions en les taquilles internacionals.
Va protagonitzar el telefilm The Ryan Interview (2000) en el qual interpretava a una periodista que havia de realitzar un reportatge sobre Bob Ryan el vespre del seu aniversari número cent. Va cobrar quatre milions de dòlars per protagonitzar al costat d'Hugh Jackman i Greg Kinnear la comèdia romàntica Someone Like You (2001) en la qual interpretava a Jane Goodale, una productora de televisió que tractava de trobar l'amor. Owen Gleiberman va escriure en Entertainment Weekly que la cinta era “la perfecta definició d'innòcua”. Per la seva banda Kevin Thomas va destacar que era “amigable, intel·ligent i amb bon ritme”. Després del seu pas pels cinemes va sumar 38,6 milions internacionalment.
Es va reunir amb Morgan Freeman en el thriller High Crimes (2002) dirigit per Carl Franklin, en el qual donava vida a una advocada. Roger Ebert va assenyalar que la pel·lícula “aconsegueix mantenir-te involucrat i interessat”. Va recaptar 63,7 milions després de la seva exhibició mundial. El juny de 2002 va arribar als cinemes l'adaptació cinematogràfica de Divine Secrets of the Ja-Ja Sisterhood basada en la novel·la del mateix nom escrita per Rebecca Wells i publicada el 1996. Va compartir el personatge de Vivi Abbott Walker amb Ellen Burstyn; Judd l'interpretava en la seva joventut. Claudia Puig va pensar que era “una predictible pel·lícula per a noies més enllà d'una telenovel·la gràcies al seu impressionant repartiment”. Va guanyar 73,8 milions en les taquilles de tot el món.
Va aparèixer breument en el biopic de Frida Kahlo titulat Frida (2002), protagonitzada per Salma Hayek, donant vida a la fotògrafa Tina Modotti. Al costat de Samuel L. Jackson i Andy García va encapçalar el repartiment del thriller Twisted (2004) en el qual interpretava a una inspectora de policia amb problemes psicològics que investigava a un assassí en sèrie. Va ser universalment injuriat per la premsa cinematogràfica, sent la pel·lícula pitjor valorada de la seva trajectòria fins avui. Scott Foundas va escriure a Variety que era un “monòton psicothriller sexual que no és ni sexy ni emocionant”. Roger Ebert va assenyalar que “camina com un thriller, parla com un thriller però claca com un gall dindi”. La seva recaptació mundial va fregar els $41 milions.
Va encarnar a Linda Porter en el musical De-Lovely (2004) dirigit per Irwin Winkler i al costat de Kevin Kline. El seu treball li va suposar una candidatura al Globus d'Or a la millor actriu de comèdia o musical. Peter Travers va assenyalar que el millor de la pel·lícula és que “evoca un temps, un lloc i un so amb estil i sofisticació”. Va sumar 18 milions de dòlars en les taquilles globals. El 2006 va protagonitzar el romanç Come Early Morning en el qual encarnava una dona meridional que després d'una vida amorosa distesa coneixia un home que feia que s'enfrontés a tots els seus temors. La seva interpretació va ser aclamada per la crítica i la pel·lícula va formar part de la selecció oficial del Festival de Cinema de Sundance Va recaptar 119.452 dòlars en la seva limitada exhibició nord-americana.
El maig de 2007 va arribar als cinemes la cinta de terror psicològic Bug dirigida per William Friedkin. Va ser ben rebuda per la crítica, Mike LaSalle va escriure “Bug va exactament on ha d'anar –a un lloc on la majoria dels cineastes no s'atreveixen a anar- i hi arriba amb brillantor”. Després de la seva exhibició comercial va recaptar 8 milions internacionalment. Posteriorment va liderar la producció britànica Helen (2009), seleccionada de forma oficial en el Festival de Cinema de Sundance. Al costat de Harrison Ford, Ray Liotta i Jim Sturgess va encapçalar el repartiment del drama Crossing Over que narrava les dificultats dels immigrants il·legals per aconseguir el permís de residència a la ciutat de Los Angeles. Joe Neumaier va escriure en el New York Daily News que “el tema de la immigració necessita una pel·lícula reflexiva. Aquesta no ho és”. Va acumular 3,5 milions després de la seva exhibició mundial.

### 2010-actualitat

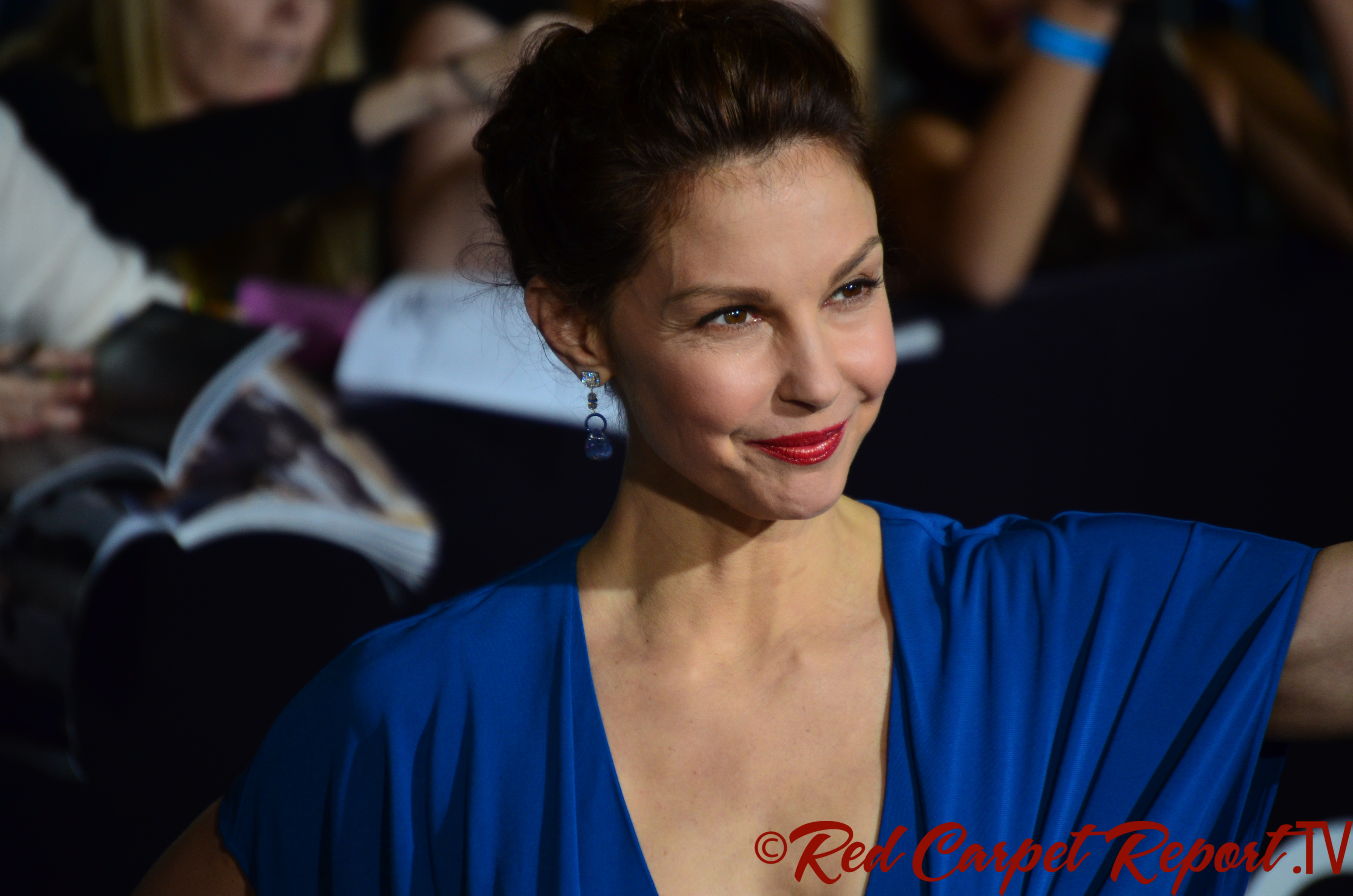
Ashley Judd en l'estrena de Divergent el 18 de març de 2014.

Va interpretar a Carly en la comèdia fantàstica Tooth Fairy (2010) protagonitzada per Dwayne Johnson i Julie Andrews. Roger Ebert la va definir en el Chicago Sun Times com una “entretinguda i inofensiva pel·lícula”. Després de la seva exhibició internacional va sumar 112 milions. El 2011 va protagonitzar el thriller Flypaper al costat de Patrick Dempsey i Octavia Spencer. Elizabeth Weitzman la va descriure com “un desastre de principi a fi”. Va acumular 3 milions en les taquilles mundials.
Va aparèixer al costat de Morgan Freeman i Harry Connick Jr. en La gran aventura del dofí Winter (2011), que narrava la història d'un dofí que perdia la cua després de quedar atrapat en una xarxa per cancs i que era traslladat a un aquari amb la intenció d'implantar-li una pròtesi que li permetés tornar a nedar. Roger Ebert la va qualificar com “un satisfactori film per a tota la família”. Va sorprendre als experts en convertir-se en un èxit de taquilla al seu país d'origen en recaptar 72,2 milions i 95,4 milions de dòlars en el a còmput total.
Al costat de Luke Perry va protagonitzar el drama Normal Life dirigit per John McNaughton, en el qual donava vida a una jove inestable psicològicament que tractava de portar una vida normal amb la seva parella. Peter Travers va descriure la seva actuació a Rolling Stone com “sexy i violenta”. Es va projectar en dues sales als Estats Units i va sumar únicament 22.891 dòlars. Al costat de Mira Sorvino va protagonitzar la TV Movie Norma Jean & Marilyn (1996) encarnant a Norma Jean. Gràcies a la seva interpretació va ser candidata al Globus d'Or a la millor actriu en minisèrie o telefilm i al Premi Emmy a la millor actriu de minisèrie o telefilm.
El 1996 va intervenir en el curtmetratge titulat Dick Richards. Posteriorment va interpretar l'esposa de Matthew McConaughey en el thriller A Time to Kill (1996), dirigit per Joel Schumacher i basat en la novel·la homònima de John Grisham. James Berardinelli va definir la pel·lícula en Entertainment Weekly com a “envolvent, energètica i provocadora”. Va acumular 152 milions en les taquilles internacionals, sent la segona pel·lícula més taquillera basada en una novel·la de John Grisham. L'any següent va aparèixer en el drama The Locusts (1997) encapçalat per Kate Capshaw i Vince Vaughn. Després de la seva projecció en dotze cinemes nord-americans va sumar 40.158 dòlars.
Va cobrar 450.000 dòlars per col·laborar per primera vegada amb Morgan Freeman en el thriller Kiss the Girls (1997), dirigit per Gary Fleder, en el qual donava vida a una doctora que havia pogut escapar d'un perillós assassí. Malgrat que va rebre comentaris mixts per part de la crítica va ser número u en la taquilla nord-americana i va sumar 60 milions en aquest territori. Judd va ser candidata als Premis Satellite com a millor actriu secundària en drama, categoria actualment extinta. El seu següent projecte va ser el drama Simon Birch (1998), basat en la novel·la A Prayer for Owen Meany de John Irving. Roger Ebert la va descriure com “una descarada pel·lícula sentimental”. Va aconseguir 18,3 milions internacionalment.
Va debutar com a productora executiva en el seu següent projecte va ser la sèrie de televisió Missing (2012) en la qual donava vida a una antiga agent de la CIA que tractava de rescatar al seu fill després que aquest fos segrestat a Itàlia. Per la seva actuació va ser candidata al Premi Emmy a la millor actriu de minisèrie o telefilm. ABC va cancel·lar la producció al maig de 2011 després d'emetre una única temporada de deu episodis a causa dels baixos índexs d'audiència.
Va encarnar a la primera dama dels Estats Units en la cinta d'acció Olimp ocupat (2013) dirigida per Antoine Fuqua i protagonitzada per Gerard Butler, Aaron Eckhart i Morgan Freeman. Todd McCarthy la va definir en The Hollywood Reporter com “un retorn tibant, sagnant i tòpic al gènere d'acció d'atacs antiamericans”. Va acumular 161 milions en les taquilles. Va encapçalar l'elenc del telefilm Salvation (2014) per a l'NBC en el qual donava vida a Jennifer Strickland, una devota dona que havia de defensar als seus fills, les seves creences i la seva església després que el seu marit morís en estranyes circumstàncies.
Va interpretar a la mare de Shailene Woodley en Divergent (2014) l'adaptació cinematogràfica de la novel·la del mateix nom escrita per Veronica Roth publicada el 2011. Peter Travers va descriure l'adaptació com a “insulsa i sense vida”. Va aconseguir els 275 milions de dòlars com a còmput global convertint-se en la pel·lícula més reeixida de la seva carrera fins avui. Al setembre de 2014 va arribar als cinemes el drama The Identical que va ser durament rebut per part de la crítica. John Hartl va escriure en el Seattle Times que “no és molt bona, però sens dubte és curiosa”. En el seu primer cap de setmana a Amèrica del Nord amb prou feines va sumar 1,5 milions en gairebé dos mil cinemes.
Es va reunir novament amb el repartiment original de Dolphin Tale per protagonitzar la segona part, titulada Dolphin Tale 2 (2014), en la qual reprenia el seu personatge de Lorraine Nelson. La premsa cinematogràfica va rebre de forma positiva aquesta seqüela, Ben Kenigsberg la va descriure a The New York Times com a “sana, captivadora i plagada d'una impressionant fotografia aquàtica”. La seva obertura en territori estatunidenc va ser de 15,8 milions, la qual cosa suposa un 17 % menys del que van ingressar per la primera part en el mateix període. Entre els seus propers projectes es troben el drama Big Stone Gap (2014), al costat de Patrick Wilson i Whoopi Goldberg, i la comèdia Good Kids (2015).

## Vida privada
L'actriu va publicar les seves memòries, sota el títol de All That Is Bitter and Sweet, en les quals va donar detalls de les doloroses experiències de la seva infantesa (durant la qual va sofrir abusos sexuals) que van acabar per portar-la a treballar en la defensa de dones abandonades i nens en països pobres. Participa en nombroses campanyes per la prevenció de la sida, sent portaveu de YouthAIDS International des del 22 de juny de 2005. Va visitar Guatemala entre el 2 i el 5 de maig de 2006 al costat de Salma Hayek i el cantant colombià Juanes, com a part de la campanya de YouthAIDS. Al febrer de 2006 va començar un tractament de quaranta-set dies contra la depressió en un centre de rehabilitació de Texas, Estats Units
Se l'ha relacionat sentimentalment amb els actors Matthew McConaughey i Robert De Niro, també amb el cantant Michael Bolton. Ha estat casada des de 2001 amb el pilot escocès Dario Franchitti; es van comprometre al desembre de 2000 i un any més tard, el 12 de desembre de 2001, van contreure matrimoni a Escòcia, al mateix castell en el qual es va casar Madonna l'any anterior. El 29 de gener de 2013 la parella va anunciar oficialment la seva separació segons va informar la revista People.

## Filmografia

### Cinema
| Any  | Títol                                                  | Personatge                   |
| ---- | ------------------------------------------------------ | ---------------------------- |
| 1992 | Kuffs                                                  | -                            |
| 1993 | Ruby in Paradise                                       | Ruby Lee Gissing             |
| 1995 | Smoke                                                  | Felicity                     |
| 1995 | The Passion of Darkly Noon                             | Callie                       |
| 1995 | Heat                                                   | Charlene Shiherlis           |
| 1996 | Vida normal (Normal Life)                              | Pam Anderson                 |
| 1996 | A Time to Kill                                         | Carla Brigance               |
| 1997 | The Locusts                                            | Kitty                        |
| 1997 | Kiss the Girls                                         | Kate McTiernan               |
| 1998 | Simon Birch                                            | Rebecca Wenteworth           |
| 1999 | Doble risc (Double Jeopardy)                           | Libby                        |
| 2000 | Ulls que vigilen (Eye of the Beholder)                 | Joanna Eris                  |
| 2000 | La força de l'amor (Where the Heart Is)                | Lexie Coop                   |
| 2001 | Someone Like You                                       | Jane Goodale                 |
| 2002 | High Crimes                                            | Claire Kubik                 |
| 2002 | El clan Ia-Ia (Divine Secrets of the Ya-Ya Sisterhood) | Vivi Abbott Walker (de jove) |
| 2002 | Frida                                                  | Tina Modotti                 |
| 2004 | Tomb inesperat (Twisted)                               | Jessica Shepard              |
| 2004 | De-Lovely                                              | Linda Porter                 |
| 2006 | Come Early Morning                                     | Lucille Fowler               |
| 2006 | Bug                                                    | Agnes White                  |
| 2009 | Helen                                                  | Helen                        |
| 2009 | Crossing Over                                          | Denise Frankel               |
| 2010 | Tooth Fairy                                            | Carly                        |
| 2011 | Flypaper                                               | Kaitlin                      |
| 2011 | La gran aventura del dofí Winter (Dolphin Tale)        | Lorraine Nelson              |
| 2013 | Olimp ocupat (Olympus Has Fallin)                      | Primera dama Margaret Asher  |
| 2014 | Divergent                                              | Natalie Prior                |
| 2014 | The Identical                                          | Louise Wade                  |
| 2014 | Dolphin Tale 2                                         | Lorraine Nelson              |
| 2014 | Big Stone Gap                                          | Ave Maria Mulligan           |
| 2014 | Love is a Verb                                         | Narradora                    |
| 2015 | The Divergent Series: Insurgent                        | Natalie Prior                |
| 2016 | The Divergent Series: Allegiant                        | Natalie Prior                |
| 2016 | Barry                                                  | Ann Dunham                   |
| 2016 | Good Kids                                              | Gabby                        |
| 2017 | Trafficked                                             | Diane                        |
| 2019 | A Dog's Way Home                                       | Terri                        |
| 2022 | She Said                                               | ella mateixa                 |

### Televisió
| Any       | Títol                                                         | Personatge      | Notes                                                        |
| --------- | ------------------------------------------------------------- | --------------- | ------------------------------------------------------------ |
| 1991      | Star Trek: La nova generació (Star Trek: The Next Generation) | Robin Lefler    |                                                              |
| 1991      | Sisters                                                       | Reed Halsey     |                                                              |
| 1992      | Till Death Us Do Part                                         | Gwen Fox        |                                                              |
| 1996      | Norma Jean & Marylin                                          | Norma Jean      |                                                              |
| 1998      | Adventures from the Book of Virtues                           | Cornelia        |                                                              |
| 2000      | The Ryan Interview                                            | Fredericka Rose |                                                              |
| 2012      | Missing                                                       | Becca Winstone  |                                                              |
| 2013      | Call Me Crazy: A Five Film                                    | -               | directora de l'episodi Segment Maggie                        |
| 2017      | Twin Peaks                                                    | Beverly Paige   | 4 episodis                                                   |
| 2017–2019 | Berlin Station                                                | B.B. Yates      | paper principal (temporada 2); paper recurrent (temporada 3) |

## Premis i nominacions
| Any  | Premi                                   | Categoria                                              | Títol                | Resultat   |
| ---- | --------------------------------------- | ------------------------------------------------------ | -------------------- | ---------- |
| 1993 | Premis New York Film Critics Circle     | Millor actriu                                          | La Ruby al paradís   | Nominada   |
| 1994 | Premis National Society of Film Critics | Millor actriu                                          | La Ruby al paradís   | Nominada   |
| 1994 | Premis Chicago Film Critics Association | Actriu més prometedora                                 | La Ruby al paradís   | Guanyadora |
| 1994 | Premis Independent Spirit               | Millor actriu                                          | La Ruby al paradís   | Guanyadora |
| 1996 | Premis Emmy                             | Millor actriu - minisèrie o telefilm                   | Norma Jean & Marilyn | Nominada   |
| 1996 | Premis Globus d'Or                      | Globus d'Or a la millor actriu en minisèrie o telefilm | Norma Jean & Marilyn | Nominada   |
| 1998 | Premis Lone Star & Television           | Millor actriu secundària                               | The Locusts          | Guanyadora |
| 1998 | Premis Blockbuster Entertainment        | Millor actriu - Suspens                                | Kiss the Girls       | Nominada   |
| 1998 | Premis Satellite                        | Millor actriu secundària - Drama                       | Kiss the Girls       | Nominada   |
| 1999 | Premis Blockbuster Entertainment        | Millor actriu - Vídeo                                  | Kiss the Girls       | Nominada   |
| 2000 | Premis Blockbuster Entertainment        | Millor actriu - Suspens                                | Doble risc           | Guanyadora |
| 2000 | Premis MTV Movie                        | Millor actriu                                          | Doble risc           | Nominada   |
| 2003 | Premis Phoenix Film Critics Society     | Millor actriu secundària                               | El clan Ia-Ia        | Nominada   |
| 2003 | Prism Awards                            | Millor interpretació en una pel·lícula                 | El clan Ia-Ia        | Nominada   |
| 2004 | Premis Globus d'Or                      | Globus d'Or a la millor actriu musical o còmica        | De-Lovely            | Nominada   |
| 2007 | Premis Fright Ficar                     | Millor actriu                                          | Bug                  | Nominada   |
| 2008 | Premis Saturn                           | Millor actriu                                          | Bug                  | Nominada   |
| 2011 | Premis Kids Choice                      | Millor actriu                                          | Tooth Fairy          | Nominada   |
| 2012 | Premis Emmy                             | Millor actriu - minisèrie o telefilm                   | Missing              | Nominada   |